# 猪原有紀子

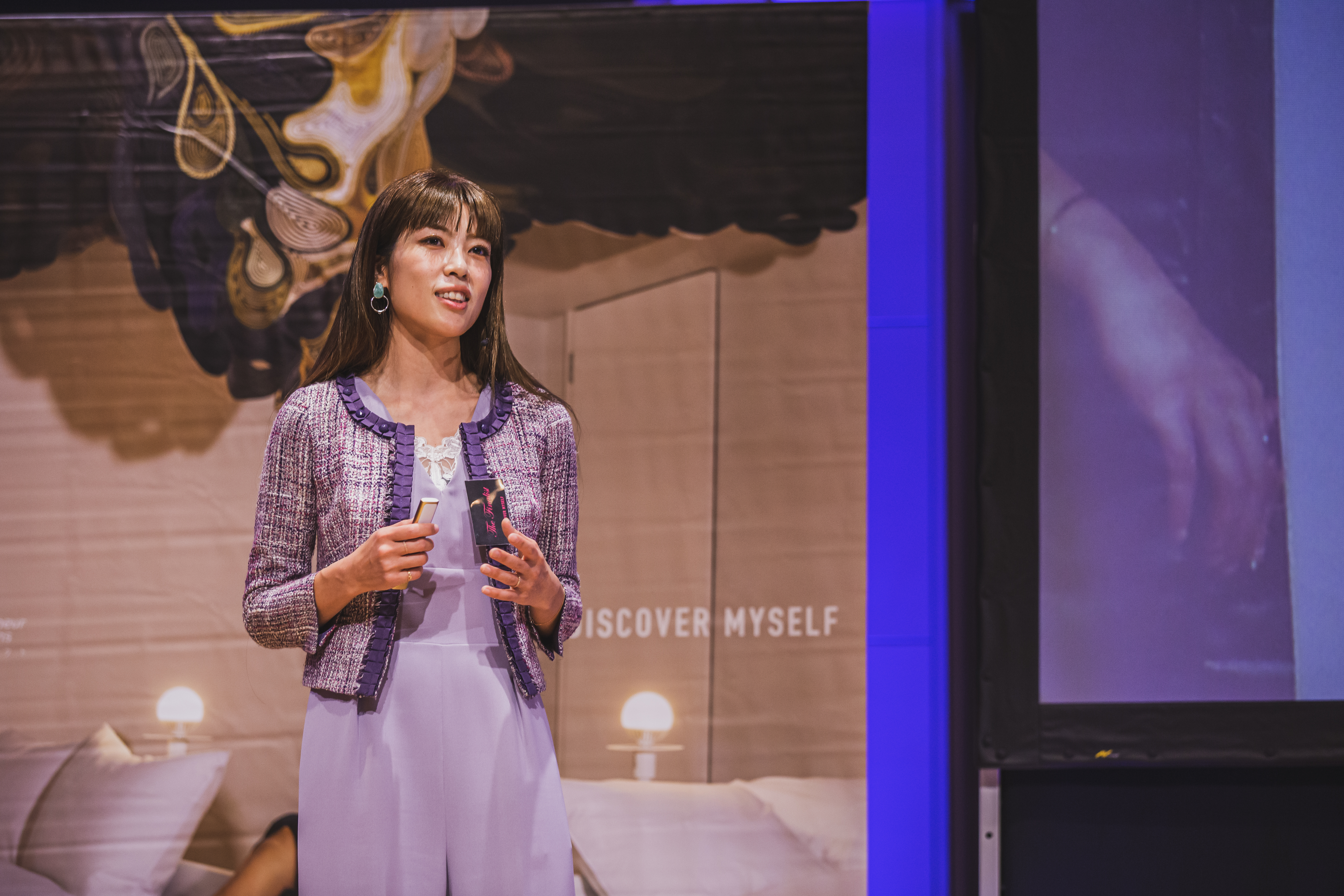

猪原 有紀子（いのはら ゆきこ、1986年12月7日 - ）は、株式会社やまやま 代表取締役社長。日本の社会起業家。

## 経歴
猪原有紀子は、1986年に大阪府吹田市で生まれる。2009年に同志社女子大学学芸学部情報メディア学科を卒業後、株式会社セプテーニに入社。2018年、和歌山県かつらぎ町へ移住し、農業分野での起業を志す。
2019年、農業での起業を果たし、2020年10月には廃棄フルーツをアップサイクルした無添加食品「こどもグミぃ〜。」を発売。この取り組みが話題を呼び、持続可能な食品ビジネスの事例として注目される。2022年1月26日には「くつろぎたいのも山々」をオープンし、同年8月8日に株式会社やまやまを設立。
2022年度には、経済産業省とJETROが主催する「始動 Next Innovator 2022」のシリコンバレープログラム派遣メンバーに選出され、グローバルな視点での事業発展に寄与する。
猪原有紀子の活動は、複数の著名な書籍やメディアにも取り上げられています。深井宣光著『小学生からのSDGs』（角川出版、2021年11月）[2]では、子どもたちにSDGsを分かりやすく伝える教育プログラムの一環として、猪原さんの取り組みが事例として紹介されています。また、『SDGsビジネスモデル図鑑 急成長スタートアップ21社のすごい仕組みがわかる』（角川出版、2023年3月）[3]には、廃棄フルーツをアップサイクルした無添加おやつや、地域活性化に寄与する事業モデルが掲載されています。

## 受賞歴
- 2021年3月8日、ビジネスプラン発表会LED関西 第7回ファイナリスト オーディエンス賞受賞[1]
- 2021年12月16日、働き方のストーリーを表彰する「Work Story Award2021」テーマ部門賞WILL受賞
- 2022年3月2日、みんなの夢AWARDグランプリ受賞
- 2023年2月24日、経済産業省 JETRO「始動」DemoDay 優秀賞受賞
- 2023年4月20日、日本アントレプレナー大賞 ソーシャルビジネ部門賞W受賞